# Sultan Pur
Sultan Pur (ook gespeld als Sultanpur) is een census town in het district Zuid-Delhi van het Indiase unieterritorium Delhi.

## Demografie
Volgens de Indiase volkstelling van 2001 wonen er 11.336 mensen in Sultan Pur, waarvan 57% mannelijk en 43% vrouwelijk is. De plaats heeft een alfabetiseringsgraad van 69%.